# Zadel (dier)

Een veelzijdigheidszadel

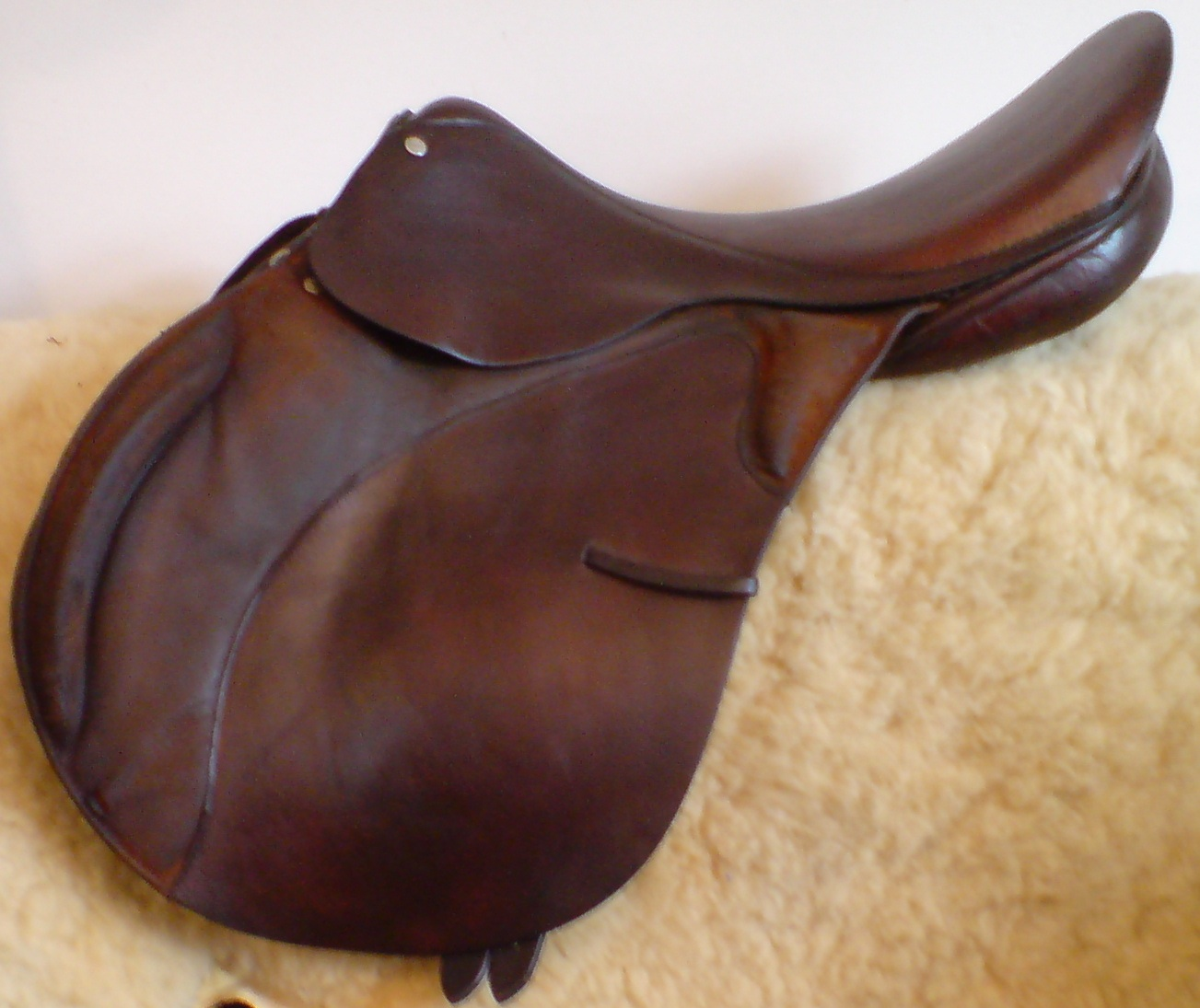
Een springzadel

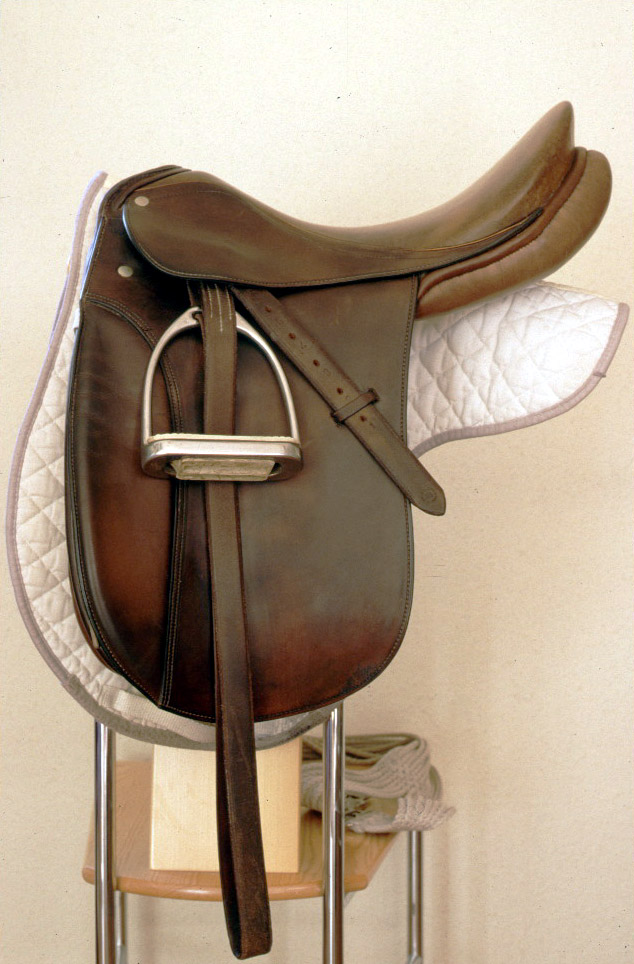
Een dressuurzadel

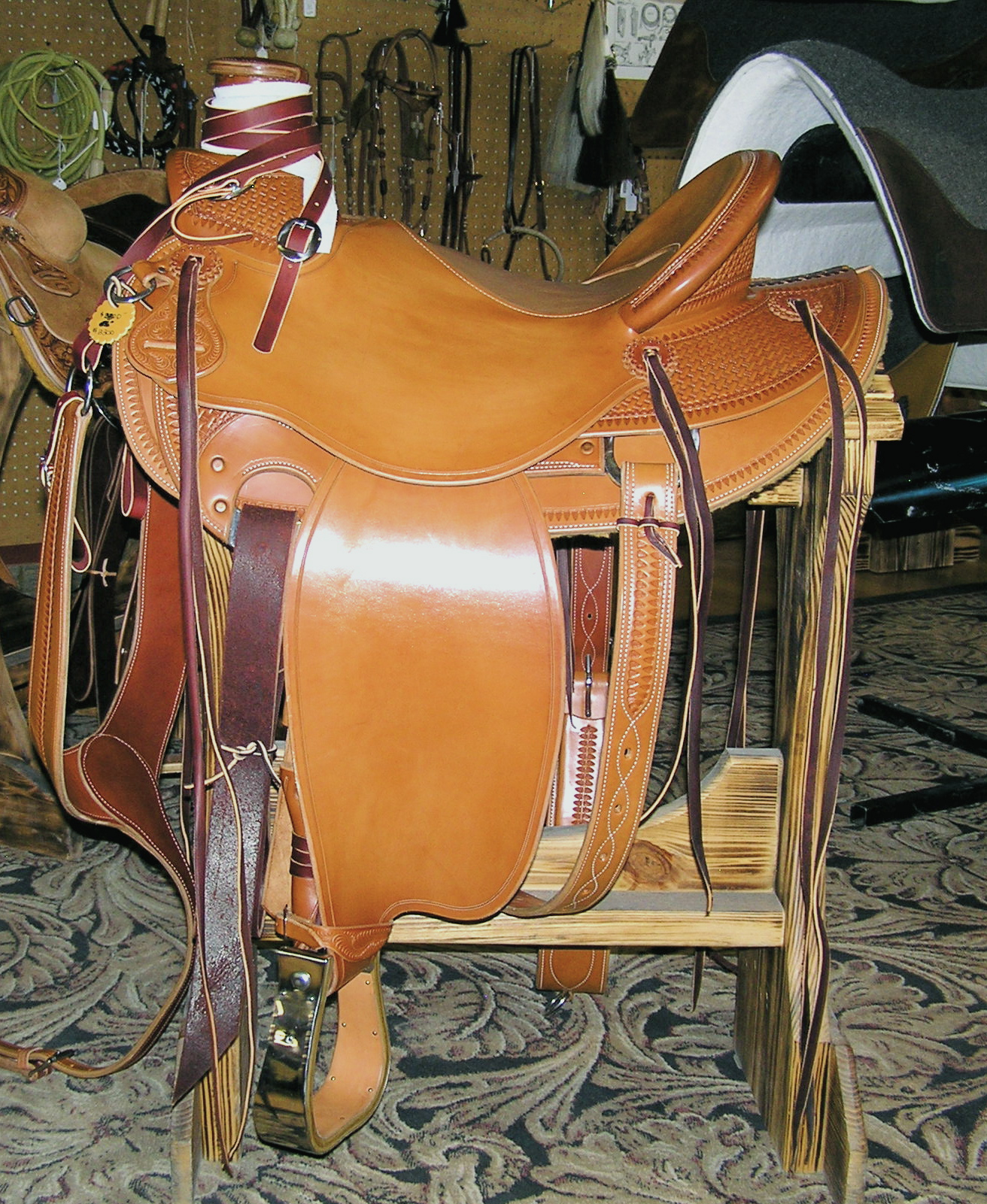
Een westernzadel

Een zadel is een ondersteunend voorwerp op de rug van een dier, bijvoorbeeld een paard, om het te kunnen berijden. Een zadelmaker is iemand die het ambacht van zadels maken beoefent.
Rijzadels worden gemaakt van leder of kunstleder. Onderdelen ervan kunnen gemaakt zijn van hout, kunststof en metaal. Een zadel voor het transporteren van lasten op de rug van een pakdier wordt een 'pakzadel' genoemd. Een schoftzadel of schoftstuk is een verstevigd tuigdeel met lijnogen op de rug van een tuigpaard.

## Onderdelen
Vaste onderdelen van een rijzadel zijn:
- de zadelboom (het frame dat de vorm bepaalt) bestaat uit het kopijzer/ headplate en veren (ijzeren versterking) en een houten (berkengelamineerde) of kunststof boom;
- de zadelkussens zijn gevuld met: wol, synthetische wol, foam, vilt, lucht of een combinatie van voornoemde materialen en worden onder de zadelboom bevestigd door draad en/of nieten/nagels;
- de zadelnagels verbinden de boom met het kopijzer en de metalen versterking (veren);
- de zitting van het zadel is afhankelijk van anatomie van ruiter/amazone en gebruik vlak, diep, breed, smal, zacht of stevig. De lepel is de naam voor het achterste gedeelte van de zitting;
- het tussenkanaal van de kussens/ ruimte tussen de kussens moet voldoende ruimte geven voor de wervels inclusief doornuitsteeksels;
- de stijgbeugelhaken (met omklapbare veiligheidspallen) zitten afhankelijk van de anatomie van de ruiter verder naar voor of naar achter voor de ideale zit om de perfecte balans op de as van het paard te vinden;
- de singelstoten zijn korte riemen of lange riemen om de singel te bevestigen;
- de zweetbladen liggen over de singelstoten en gespen van de singel;
- de kniewrongen geven steun aan de knieën van de ruiter.

Bijbehorende losse onderdelen zijn:
- de singel (buikriem);
- de twee beugelriemen zijn in lengte verstelbaar;
- twee stijgbeugels van metaal of kunststof;
- een sjabrak, een flexibel dek onder het zadel.

## Doel
Zadels bestaan om enerzijds het rijden te vergemakkelijken en de ruiter comfortabeler te laten zitten, anderzijds beschermen ze het rijdier tijdens het rijden door het gewicht van de berijder gelijkmatig te verdelen. Het is dan ook noodzakelijk dat een zadel goed past op de rug.

## Gebruik
Meestal legt men eerst een klein stuk deken of een vilten of dekje (sjabrak) onder het zadel. Dit is zinvol om zweet te absorberen om het (lederen) zadel te beschermen en schuren te verminderen. Het helpt drukkingen en huidirritaties te voorkomen. Er kan ook gekozen worden voor een bontje of gelpad. Deze worden gebruikt om de druk van de ruiter en het zadel nog gelijkmatiger te verdelen over de rug van het rijdier.

## Soorten
Rij- en pakzadels bestaan in allerlei soorten en maten en naargelang de toepassingen worden aanpassingen gedaan. Zo bestaan er verschillende zadels voor dressuur en springen, en veelzijdigheidszadels, dameszadels voor amazonezit en gewone zit endurancezadels, polozadels, cavaleriezadels en westernzadels. Er zijn ook boomloze zadels. Deze zadels 'missen' het harde gedeelte (de boom) en zijn daardoor flexibel en buigzaam. Deze zadels passen zichzelf bij elke beweging aan aan de vormen van het paard en geven beter contact tussen de ruiter en het paard. Deze zadels zijn vooral bedoeld voor recreatief gebruik. Vanwege het ontbreken van een boom wordt de druk - vooral in de lengte - minder goed verdeeld.
Andere culturen, andere rijdieren en andere tijden hebben of hadden nog weer verschillende zadels. Een veel gebruikt zadel is het vlakke Engelse zadel. Mongoolse rijzadels hebben voor en achter de zit hoge opstaande randen. Ze worden gebruikt met vrij korte beugelriemen. Het Hongaarse zadel of bokzadel bestaat uit een voor- en achterboom, verbonden door stegen. In plaats van een zadelkussen wordt een deken (woilach) onder het zadel gelegd.

## Afbeeldingen

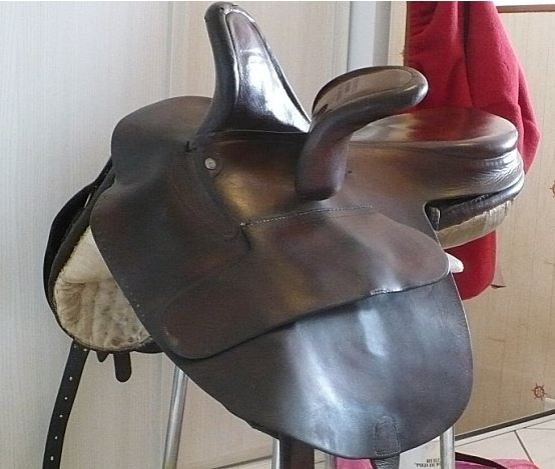
Een dames- of amazonezadel
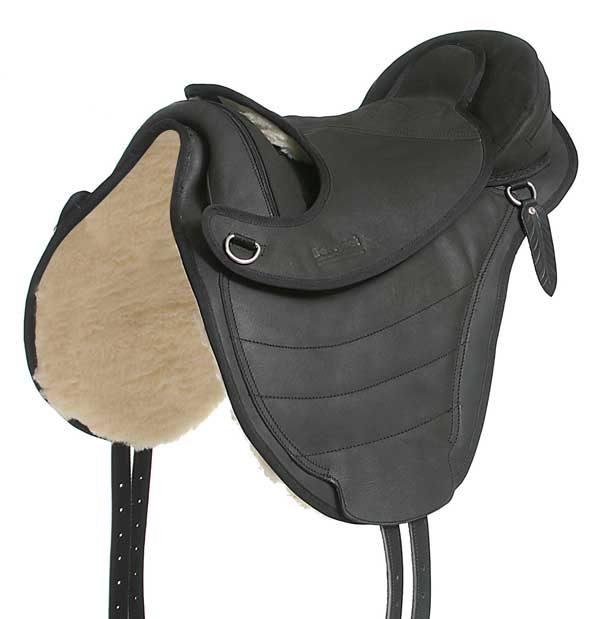
Een boomloos rijzadel
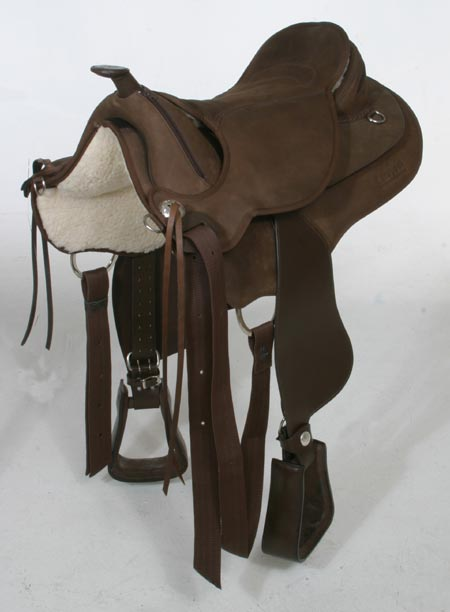
Een westernzadel
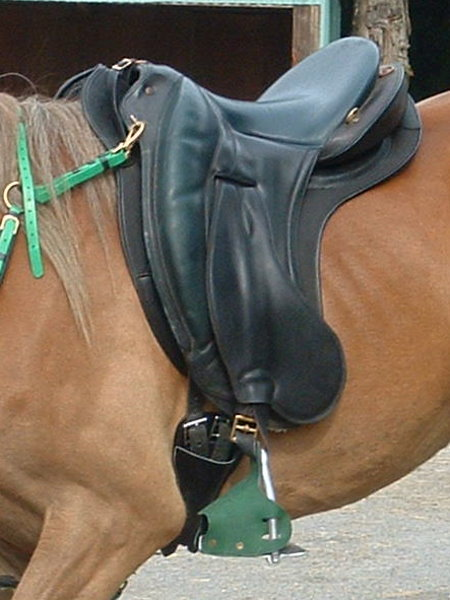
Een endurance-zadel
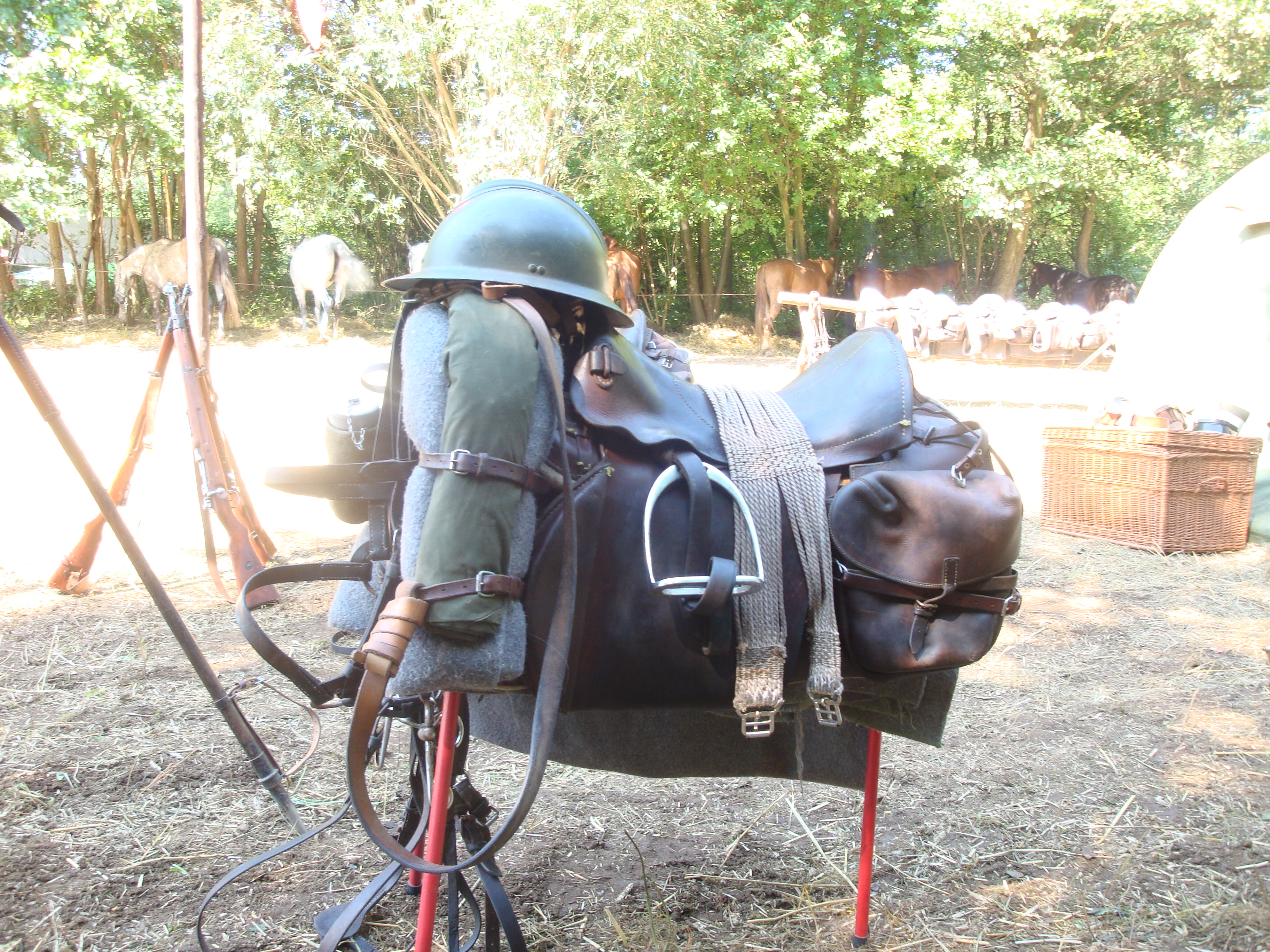
Pools cavaleriezadel
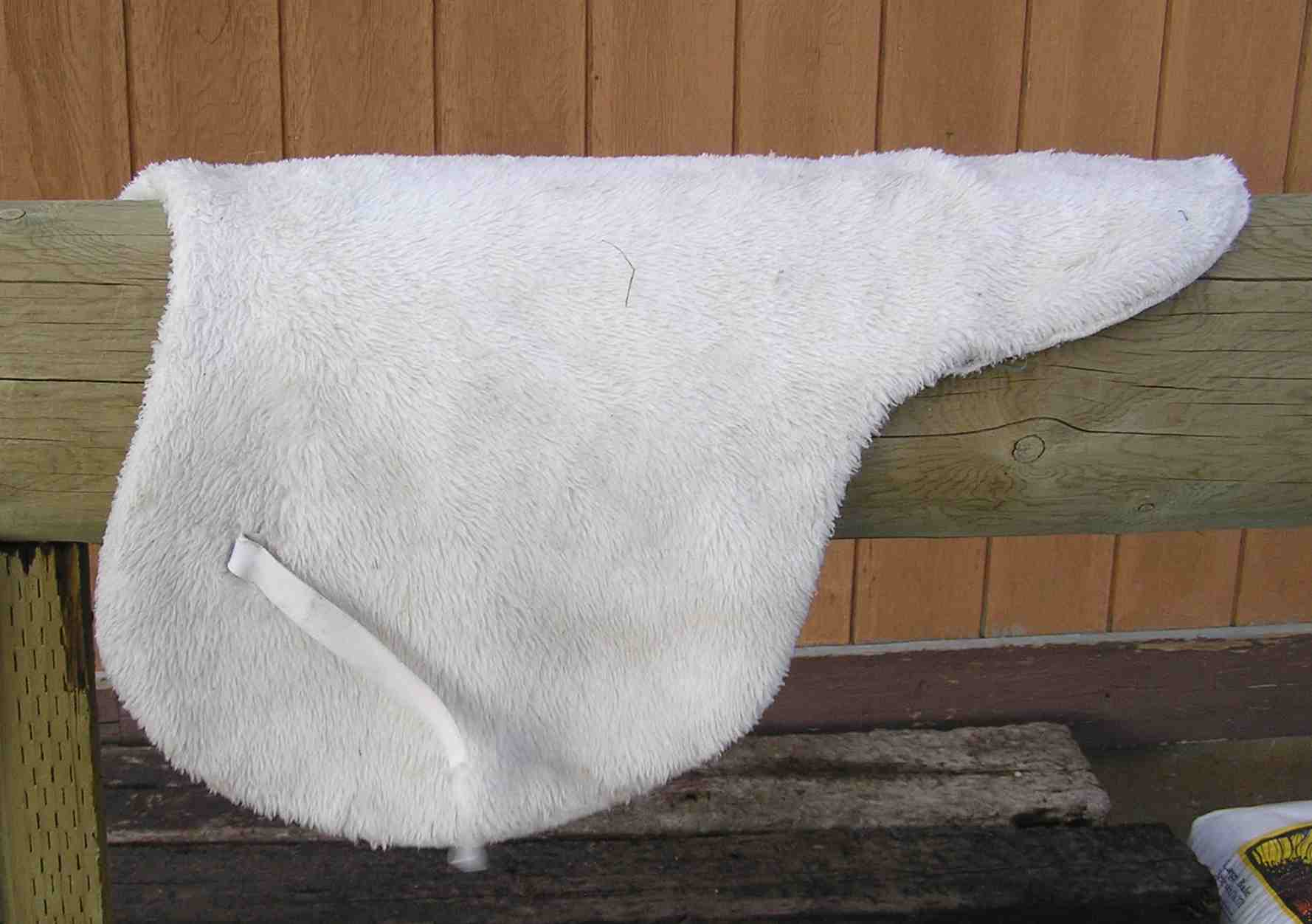
Een Engels sjabrak
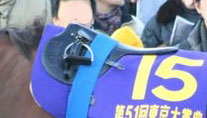
Een renzadel
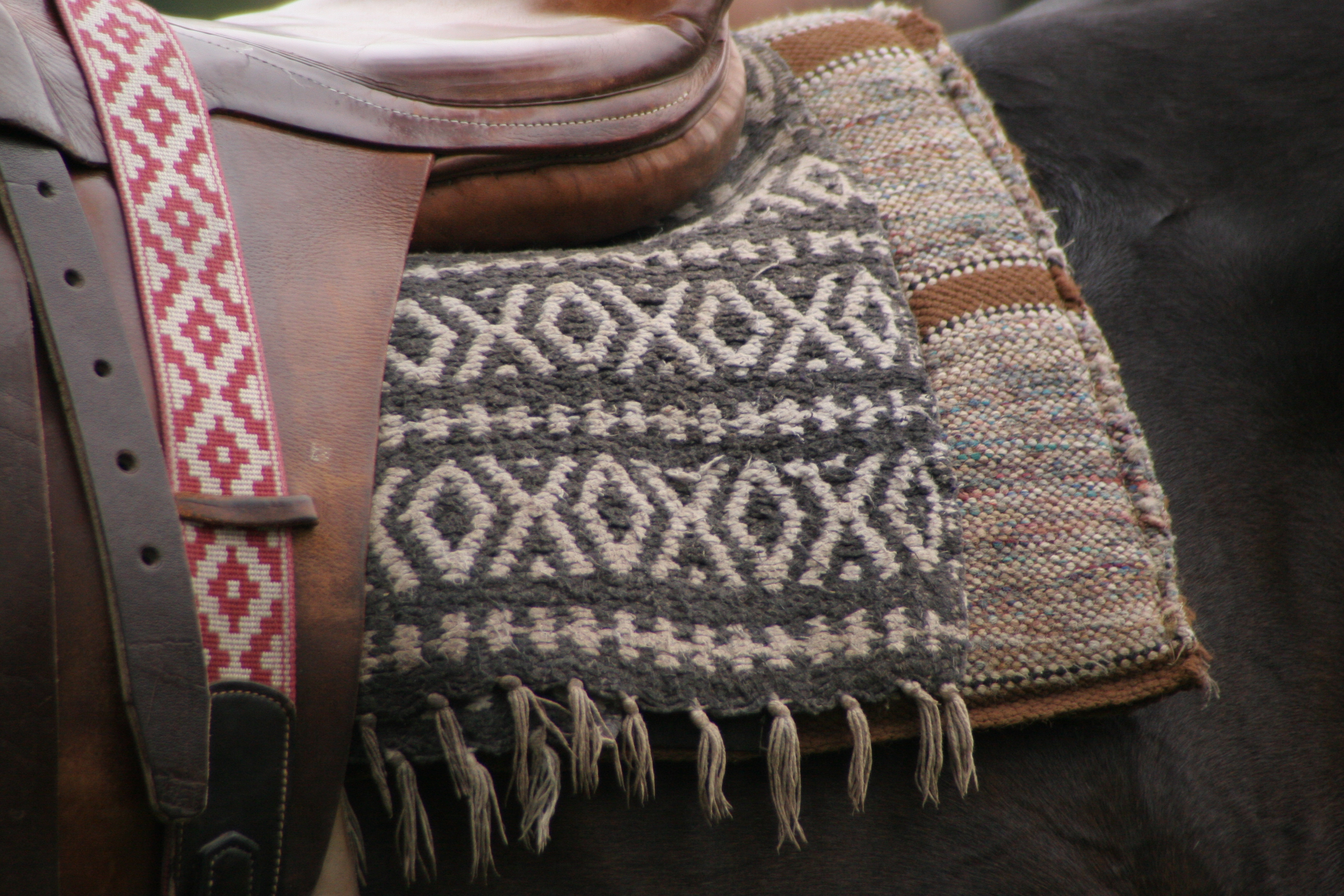
Polozadel en zadeldekens
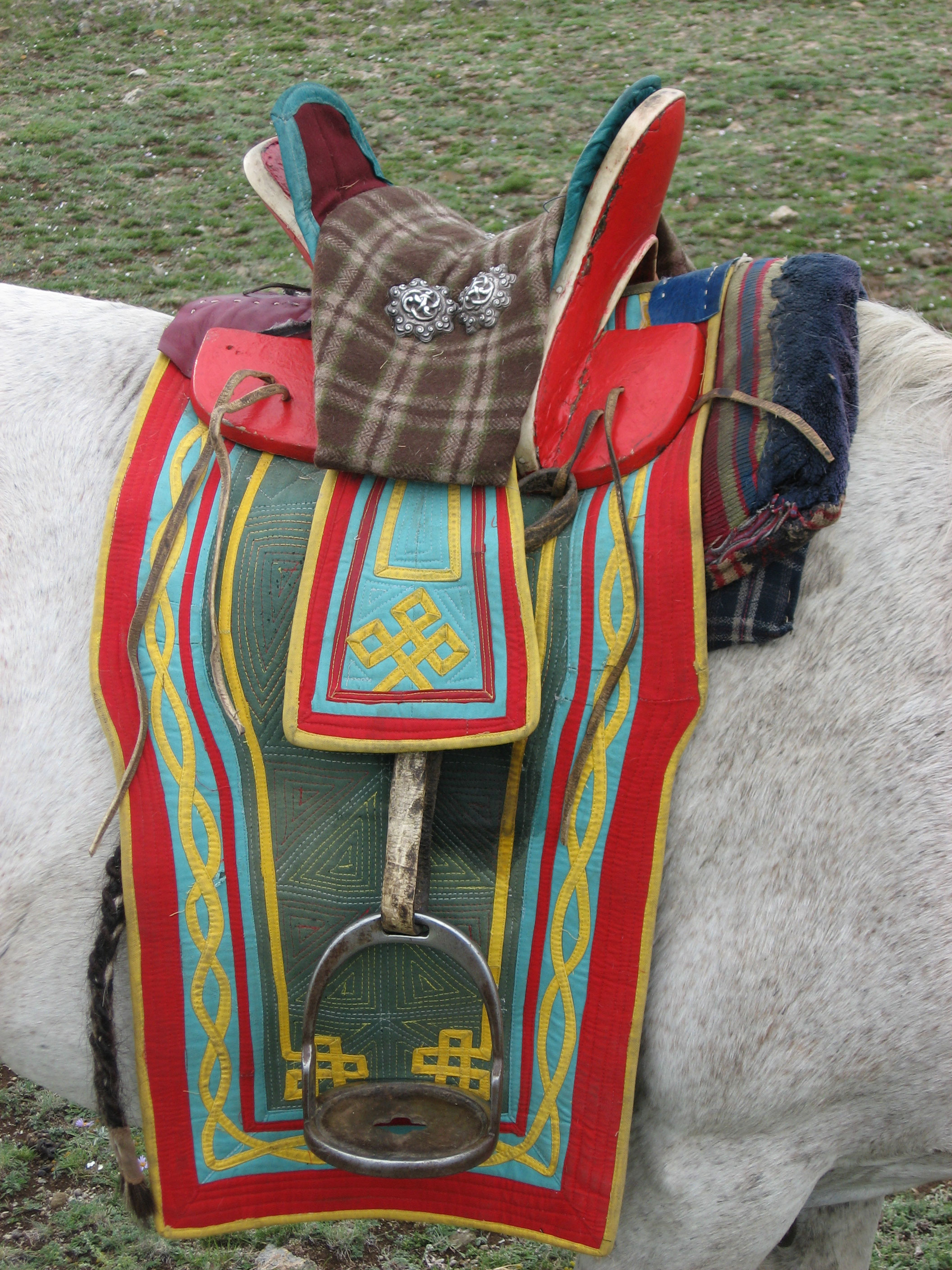
Een Mongools rijzadel
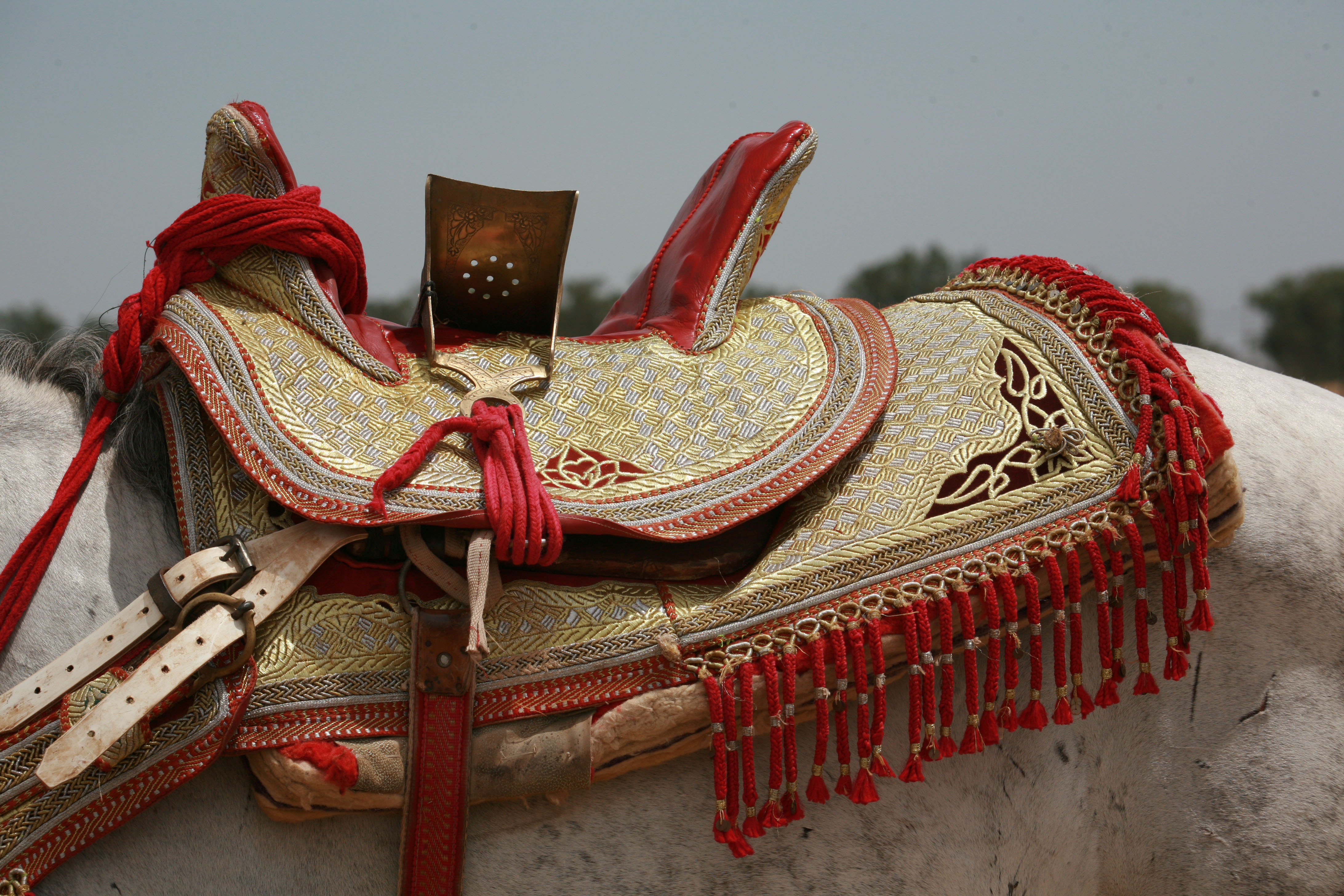
Een Berbers rijzadel
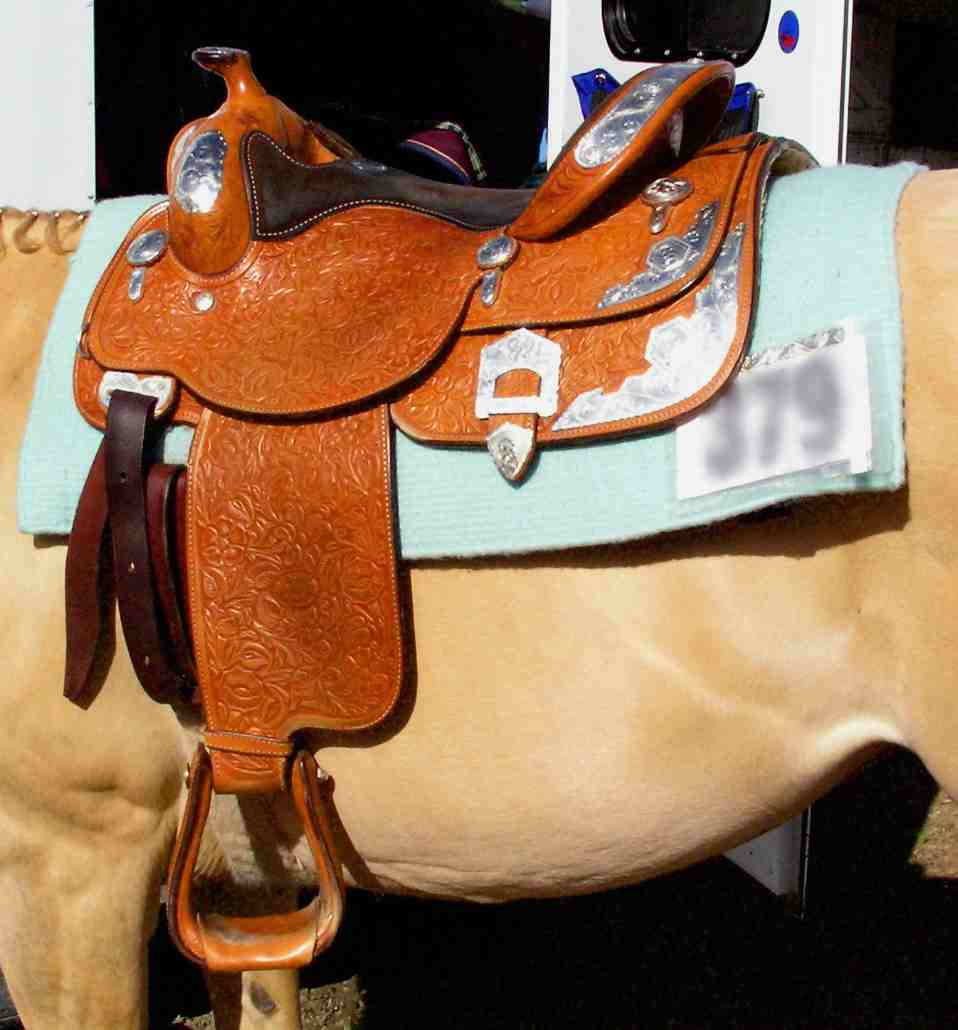
Western showzadel
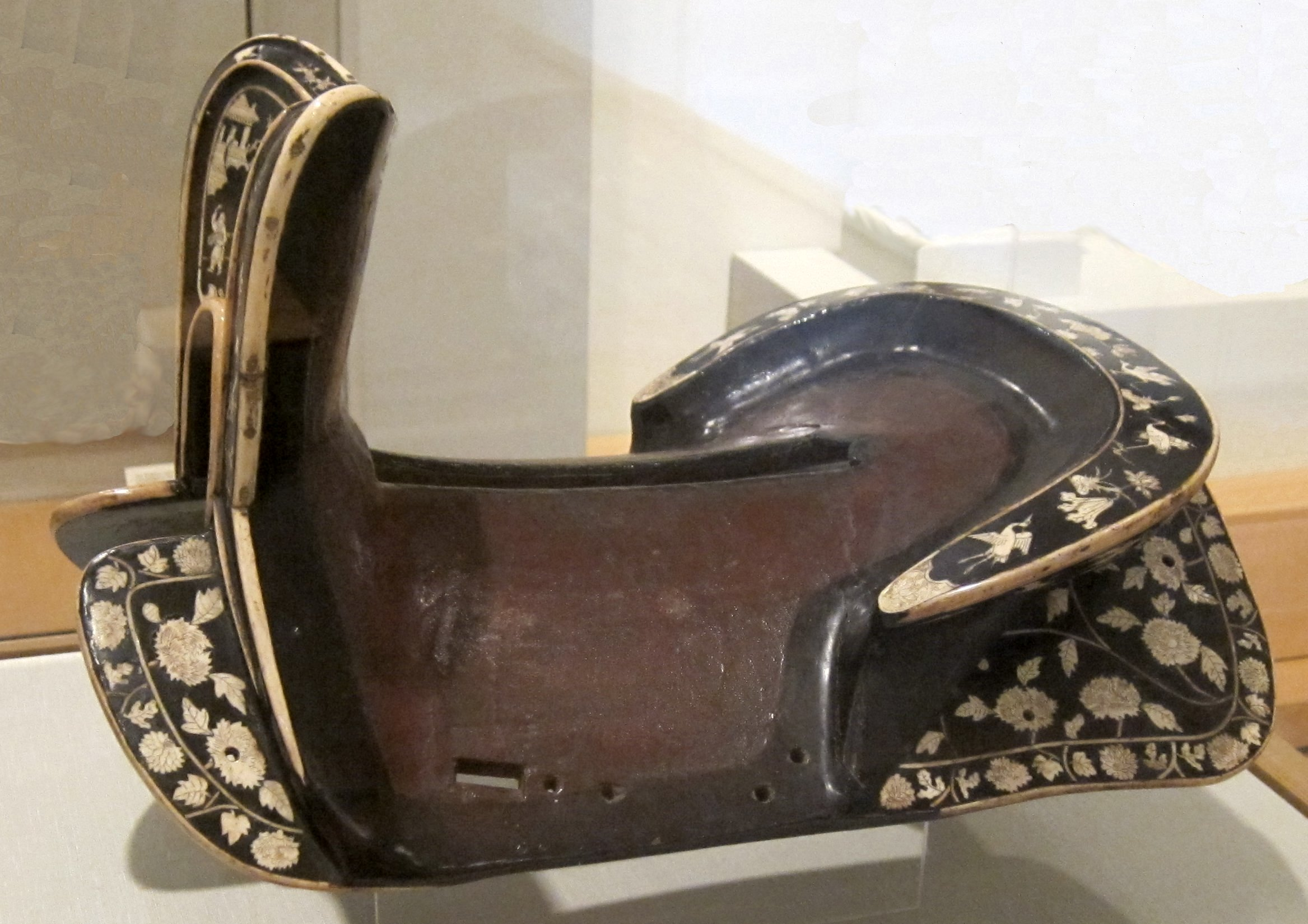
Een antiek Chinees zadel
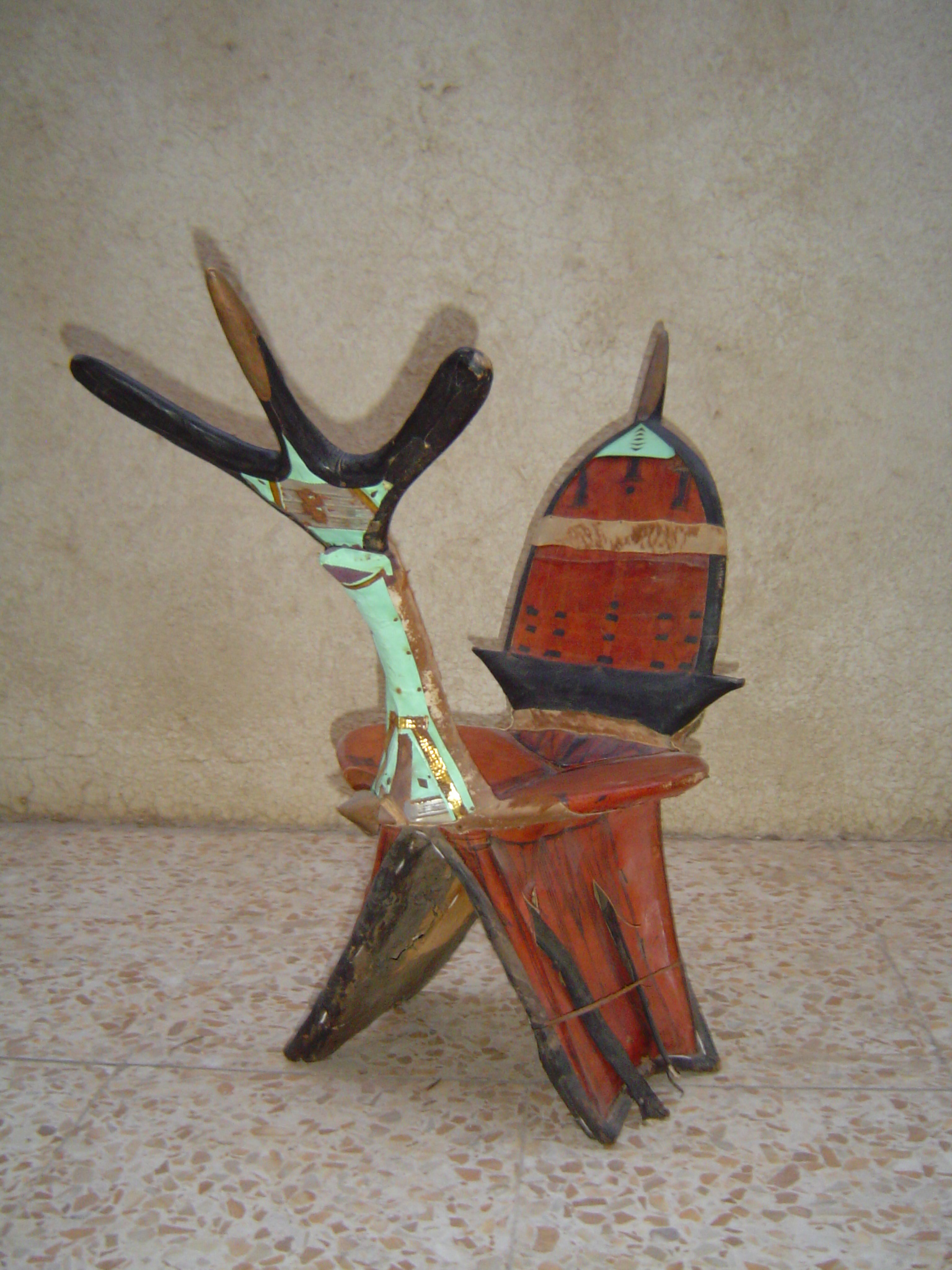
Een kamelenzadel uit het zuiden van Libië
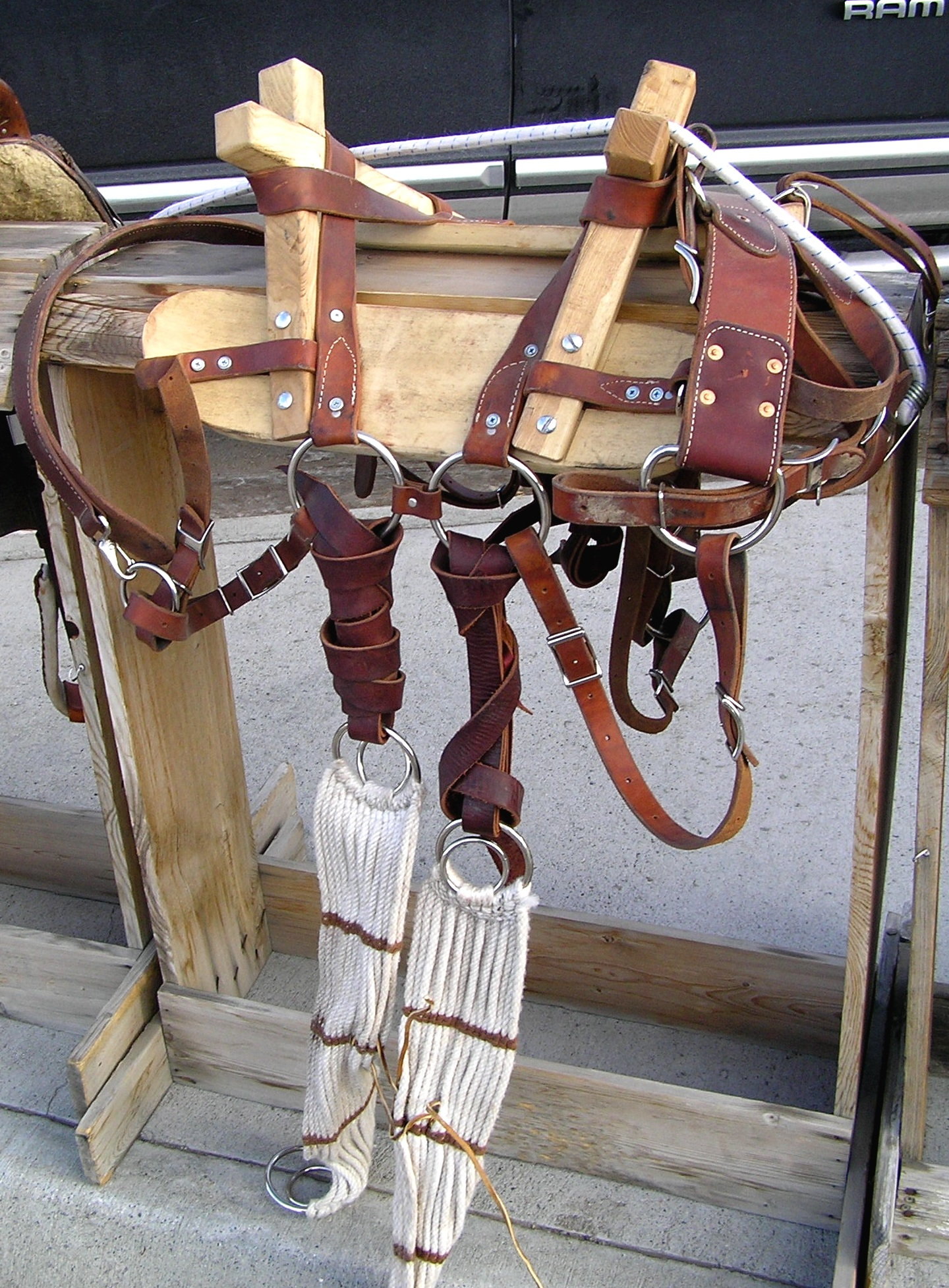
Een "sawbuck" ("zaagbok") pakzadel, zoals traditioneel gebruikt in het westen van de Verenigde Staten